# 자미두수
자미두수(중국어: 紫微斗数)는 중국의 도교에서 시작한 점술이다. 자미두수는 사람의 운명을 본다는 점에서는 사주추명술과 비슷하지만 100여가지 이상의 별들로 이루어진 명반으로 한 사람의 운명을 추단하는 것이 특징이다. 송나라 시대의 유명한 신선 진희이가 창제했다 하고 도장경에는 여순양에 의해 기록되었다 한다. 자미두수라는 이름은 북극성이라 불리는 자미성에서 유래를 하게 되었는데 사주명리와 함께 사람의 일생에 대해서 알아볼 수 있는 술수이다.

## 개요
자미두수는 사주명리학과 달리 음력을 기반으로 만들어진 술수로서 한 사람의 일생에 영향을 주는 것들을 알아볼 수 있도록 12개의 구역을 나누어 12사항궁이라 이름하고 14주성이 각각의 궁에 배치되어 운명을 추단하게 된다.
각각의 별들은 북두칠성과 남두육성에 배당이 되게 되는데 예전부터 북두칠성은 죽음을 관장하는 별이고 남두육성은 생명을 관장하는 별이라고 표현되어 왔다.
또 별의 중요도에 따라 甲級星과 乙級星으로 등급을 나누기도 하는데 아래는 甲級星의 분류이다.
- 紫微垣(자미원)[4]
  - 北極星(북극성) - 紫微(자미)（甲級星）

- 北斗七星(북두칠성)
  - 큰곰자리α星 - 貪狼(탐랑)（甲級星）
  - 큰곰자리β星 - 巨門(거문)（甲級星）
  - 큰곰자리γ星 - 禄存(녹존)（甲級星）
  - 큰곰자리δ星 - 文曲(문곡)（甲級星）
  - 큰곰자리ε星 - 廉貞(염정)（甲級星）
  - 큰곰자리ζ星 - 武曲(무곡)（甲級星）
  - 큰곰자리η星 - 破軍(파군)（甲級星）

- 南斗六星(남두육성)
  - 사수자리ζ星 - 天府(천부)（甲級星）
  - 사수자리τ星 - 天梁(천량)（甲級星）
  - 사수자리σ星 - 天機(천기)（甲級星）
  - 사수자리φ星 - 天同(천동)（甲級星）
  - 사수자리λ星 - 天相(천상)（甲級星）
  - 사수자리μ星 - 七殺(칠살)（甲級星）

- 中天(중천)
  - 太陽 - 太陽(태양)（甲級星）
  - 太陰 - 太陰(태음)（甲級星）

이 외에도 6길성이라 불리는 천괴 천월 좌보 우필 문창 문곡과 6살성이라 불리는 경양 타라 화성 영성 지공 지겁의 별들과 잡성이라 불리는 별들이 이 명반에 배치되어 길흉의 작용을 가감하게 된다.

## 참고사항
자미두수는 고대의 점성술이 발전되어 이루어진 새로운 술수로서 그 원형이 되는 술수들은 아래와 같다.

#### 여래장 칙천법
자미두수의 원형에 해당하는 기예 중 하나이다. 자미두수는 14주성과 12개의 보좌살성으로 구성되는데, 여래장 칙천법에서는 14주성과 보좌살성에 따라 부처님, 보살, 명왕을 배정하고 있다. 이를 통해 각 개인에게 가장 적합한 불, 보살, 명왕을 찾고 그에 적합한 수호석(보석) 및 기도법을 활용한다. 이렇게 수호신의 가피를 받아 영혼을 성장시키고 운명을 개척하는 방법 중 하나이다. 기문둔갑을 비롯한 상수학과 함께 운용되기도 하며 남화밀교와 남화밀법에서 전승하고 있다. 밀교점성술인 수요경과는 또 다른 방식의 밀교 점성술이다.

#### 십팔비성
당송대에 유행했던 고대점성술로서 자미를 제외한 11개의 정요와 7개의 부요를 합하여 18비성이라 부른다. 십이정요(十二正曜)인 紫薇, 天虛 , 天貴, 天印, 天壽, 天空, 紅鸞, 天庫, 天貫, 文昌, 天福, 天祿 와 칠부요(七副曜) 天杖, 天異, 旄頭, 天刃, 天刑, 天姚, 天哭 사요(四曜) 三台, 八座와 龍池, 鳳閣으로 이루어진다.

## 참고자료 및 사이트
미래 배우자 사주
자미두수
자미두수 입문 (김선호 저)
왕초보 자미두수 (김선호 저)
심곡비결 (조선시대)
고금명성도 (조선시대)
중주파 자미두수 (왕정지 저)
紫薇大全・命理篇 (張明澄記念館)
紫薇大全・卜相篇 (張明澄記念館)
紫微斗數全書 (陳希夷 竹林)
紫微斗數全書 (陳希夷 文源)
紫微斗數全書 (陳希夷 宏業)
十八飛星策天紫微斗數全集 (陳希夷 集文)